# Kalle Lasn
Kalle Lasn, né à Tallinn en Estonie le 24 mars 1942, est un écrivain, éditeur et militant canadien, fondateur de Adbusters.

## Biographie
Vers la fin de la Seconde Guerre mondiale, sa famille fuit l'Estonie et Lasn passe son enfance dans un camp de réfugiés en Allemagne, avant de s'installer en Australie.
Durant les années 1960, il fonde une entreprise d'étude de marché à Tokyo, puis s'installe à Vancouver au cours de la décennie suivante. Durant 20 ans, il produit des documentaires pour PBS et l'Office national du film du Canada. En 1989, il fonde le magazine Adbuster et la fondation homonyme, et publie des ouvrages comme Meme Wars: The Creative Destruction of Neoclassical Economics, Culture Jam, Design Anarchy et, en 2023, Manifesto For World Revolution, qui défendent des points de vue subversifs et opposés à la société de consommation.